# Macizo de Bonastre
El Macizo de Bonastre es un Lugar de Importancia Comunitaria situado en la provincia de Tarragona, Comunidad Autónoma de Cataluña, España. Es un sector de montañas bajas que se interponen entre las llanuras del Alto Campo y el Bajo Panadés. Concretamente se corresponde con el extremo meridional de una rama de la Cordillera Prelitoral.
Acuerdo de Gobierno 112/2006, de 5 de septiembre de 2006, por el que se designan ZEPA y se aprueba la propuesta de LIC.

## Situación
El área protegida se extiende por un total de 2680,29 ha. entre los municipios donde se encuentra este macizo:
- Bonastre
- Vespella de Gaià
- Salomó
- Montferri
- Rodonyà
- Masllorenç
- La Bisbal del Panadés
- Albinyana.

## Medio físico

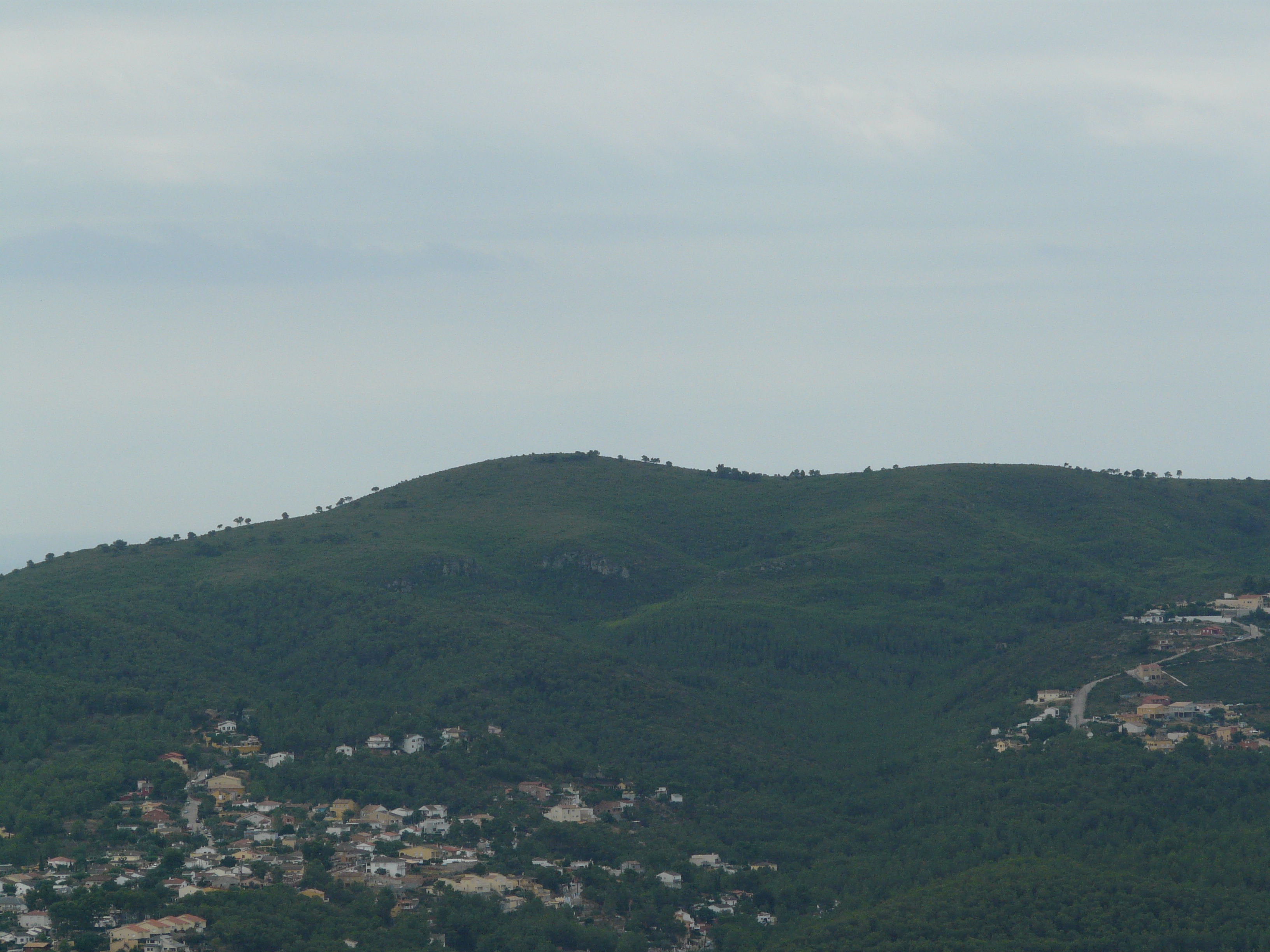
Puig de San Antonio.

El macizo de Bonastre presenta una naturaleza litológica esencialmente de tipo calcáreo. Con un relieve suave de pequeños torrentes y colinas redondeadas. Se trata de una zona de especial importancia geoestructural, que configura en cierta medida la fisiografía de la zona central del margen catalán al separar la depresión Vallés-Panadés del Campo de Tarragona. Asimismo, es un lugar de relevancia geoestratigràfica, ya que contribuye al conocimiento de las secuencias sedimentarias de las cuencas terciarias del mediterráneo occidental. Por su litología predominantemente caliza-dolomítica, se desarrollan extensos karsts de gran interés geológico y bioespeleológico, prehistórico y hidrológico. El punto más alto del Macizo es el Puig de San Antonio de Albinyana de 407 metros.

## Vegetación
Los pinares de pino carrasco, los matorrales calcícolas de romero y los quercus coccifera son las comunidades vegetales principales.
En las colinas de Montferri se mantienen manchas de encinar. También se puede encontrar bosque de ribera en los alrededores de los ríos que pasan por el macizo. Aparte de las formaciones forestales, también se encuentran zonas agrícolas: campos de cereal, viñas, olivos, almendros y avellanos que ocupan básicamente los hondonadas, con suelos más fértiles.
Las comunidades vegetales dominantes entran dentro del dominio de la maquia de quercus coccifera y palmito, con algunas zonas con fragmentos de encinar.
Este Espacio ha sido afectado por incendios forestales de grandes dimensiones, lo que ha condicionado que la brota calcícola , los carrascales y los pastos xerófilos anuales y vivaces que dominan ampliamente el paisaje, aunque se encuentra algunas manchas de extensión considerable con estrato arbóreo de pino carrasco, con especies propias de la maquia y los encinares, la maleza calcícola y los prados xerófilos el sotobosque.
En algunos cursos fluviales se desarrollan bosques de ribera bastante bien conservados (Populetalia albae), con abundancia de fresnos (Fraxinus angustifolia) e interesantes poblaciones de myrtus. Algunos afloramientos rocosos acogen especies del Esplenion petrarchae.

## Fauna
La diversidad de la fauna se reparte entre: águila perdicera, águila culebrera, azor, gavilán, ratonero común, cernícalo, lechuza  son los pájaros más destacados de los que sobrevuelan en este macizo. También se encuentran: paloma, carbonero, cuco, pito real, mirlo, arrendajo, oriol y ruiseñor. En cuanto a mamíferos se encuentran: musaraña, murciélago, conejo, ardilla, ratón de campo, jabalí, comadreja, garduña, tejón, zorro y jineta. Finalmente en cuanto a reptiles están presentes: culebra bastarda, lagartija colirroja, lagartija ibérica, lagarto y salamanquesa común.